# Estação Voljskaia
Voljskaia (em russo:  Волжская) é uma das estações da linha Liublinsko-Dmitrovskaia (Linha 10) do Metro de Moscovo, na Rússia. A estação «Voljskaia» está localizada entre as estações «Liublino» e «Petchatniki».